# ࢡ
ࢡ‬ – litera rozszerzonego alfabetu arabskiego, wykorzystywana w języku ful. Używana jest do oznaczenia dźwięku [ɓ], tj. spółgłoski iniektywnej dwuwargowej dźwięcznej.

## Postacie litery
| Postać: | izolowana | końcowa | środkowa | początkowa |
| ------- | --------- | ------- | -------- | ---------- |
| Wygląd: | ࢡ‬         | ـࢡ‬      | ـࢡـ‬      | ࢡـ‬         |

## Kodowanie
| Znak                   | ࢡ                                  | ࢡ                                  |
| ---------------------- | ---------------------------------- | ---------------------------------- |
| Nazwa w Unikodzie      | Arabic Letter Beh with Hamza Above | Arabic Letter Beh with Hamza Above |
| Kodowanie              | dziesiątkowo                       | szesnastkowo                       |
| Unicode                | 2209                               | U+08A1                             |
| UTF-8                  | 224 162 161                        | e0 a2 a1                           |
| Odwołania znakowe SGML | &#2209;                            | &#x08A1;                           |